# Angela Diana Di Francesca
Angela Diana Di Francesca (née à Cefalù en 1954 - morte en avril 2014) est écrivaine, poète, animatrice culturelle italienne.

## Biographie
Sa vocation poétique commence précocement; tout jeune elle obtient un prix de poésie (prix Ce.Si) dont le jury était présidé par Carlo Bo.
Son livre de récits La rosa e il labirinto a été signalé pour le prix Mondello section « meilleure première œuvre ». Voici ce qu'en écrit Turi Vasile:
« Quoique vivant en Sicile, l'auteur s'est culturellement confié au grand fleuve de la culture européenne…
Sa rébellion à la réalité, sa sensibilité intense et chaude méritent qu'on prête émotion aventureuse aux œuvres comme celle-ci, qu'à le rappel mondain remplacent ce de l'esprit ».
Ses poésies se distinguent par la recherche d'un langage poétique original, souvent métaphorique et onirique, mais toujours ancré au monde de la psyché et des sentiments.
Elle est auteure de nombreuses études (p.e. sur l'écrivain italien Roberto Alajmo, classé 2e du prix Strega 2003 et vainqueur du prix Campiello 2003), et essais parmi lesquels Écriture au féminin, écrit pour la manifestation « Femmes et écriture », avec Dacia Maraini, et publiée dans des revues et des sites web de littérature.
Elle a écrit de nombreux récits et essais littéraires ; son essai Nous nous en souviendrons de cette planète est cité par les Associations Littéraires d'Études sur Sciascia- Fondation Sciascia, Amici di Sciascia Leonardo Sciascia Web, et sur le site personnel de l'italianiste, écrivain et traducteur Maurice Darmon.
Citée dans la section des femmes écrivains (Italian Writers)
 de l'université de Chicago, elle a collaboré en 2006 à la compilation du Dictionnaire biographique Le Siciliane, présentée au Salon du livre de Turin.
En 2005 elle est une des poètes de « Isola virtuale » , 51° Biennale de Venise (Biennale di Venezia), événement online par Caterina Davinio, dans l'expo Isola della Poesia, de Marco Nereo Rotelli, curateur Achille Bonito Oliva, et a représenté la poésie au Festival des Femmes, Palerme 2006, avec Milva pour le spectacle et Emma Dante pour le théâtre.
Trois de ses poésies ont été mises en musique par le compositeur allemand Franz Surges (en).
Elle a écrit plusieurs articles culturels sur le journal La Repubblica-ed.Palermo,.
En 2009 elle représente l'Italie au Festival international «Ars Poetica» de Bratislava,.
Parallèlement à la littérature elle a suivi les luttes pour l'émancipation féminine. Une de ses provocations intellectuelles (années 1970), significative dans un milieu social comme la Sicile — (la demande d'inscription d'un groupe de femmes à un club masculin) — a porté une contribution considérable à la discussion sur les thématiques féminines en attirant l'attention des plus importants radios et journaux italiens (La Repubblica, Corriere della Sera, L'Espresso, La Stampa, Rai 1) sur le sujet de la discrimination sexiste.
Elle est aussi actrice théâtrale et reading performer, formée à l'école du Maître Accursio Di Leo (it).

## Publications
- I ponti del normale, poésie, éd. Vittorietti, 1977
- La rosa e il labirinto, récits, Kefagrafica ed., 1992
- Falsi indizi, poésie, ed. Cultura Duemila, 1993
- Le ragioni della notte, poésie, ed. ILA Palma, 1999
- Magica Cefalù : qualcos'altro su Cefalù, étude, Marsala Ed., 2004

## Publications anthologiques
- La donna dei media, Edizioni del Consiglio dei ministri, 1992
- Pagine, (récit: « Anarchico e Giullare »), ed. ILA Palma, 2004(1er Prix Concours Polis Kephaloidion)
- Il Segreto delle fragole, (poésie: «Io che posso scegliere»), edizioni Lietocolle, 2006
- I Poeti del Parco, (poésies), Arianna ed., 2006.
- Plumelia, revue littéraire dirigée par Aldo Gerbino (étude).
- Le Siciliane, éd. Romeo 2006.

## Revues
- Debutto, In attesa (récits), dans Noi Donne, 1983 (prix de la revue Noi Donne).
- Radici (récit), dans Nuove Effemeridi, 1994.
- Semidei (récit), dans Storie, 1997.
- La figlia del Tintoretto (récit), dans Erba d'Arno, Florence, 2000.
- Ritratto di Accursio Di Leo, dans Servoscena, 2000.
- Chi ti ha visto (récit), dans Mezzocielo, 2005 (traduit en langue arabe).
- Comizi d'amore, di Pier Paolo Pasolini, étude-recherche, La voce, 2007.
- L'isola dei Romeni, dans Repubblica-Palermo, 2008.
- La voce che sfiorò il mito, dans Repubblica-Palermo, 2009.
- Storia dei D'Antoni-Vaccaro, dans Repubblica, 2009.
- Nous nous en souviendrons, de cette planète-note sur la dernière énigme de Leonardo Sciascia, dans «  A futura memoria, Amici di Sciascia », 2009.